# Ichikai
Ichikai (市貝町, Ichikai-machi) és una vila i municipi de la prefectura de Tochigi, a la regió de Kanto, Japó i pertanyent al districte de Haga. Es tracta d'un municipi eminentment agrari que també fa de ciutat dormitori per als treballadors de Mooka i d'Utsunomiya, la capital prefectural.

## Geografia
El municipi d'Ichikai està situat a la part oriental de la prefectura de Tochigi, al nord-est de la regió de Kanto. Des del vessant geogràfic, Ichikai es troba encara a la part plana de la prefectura. El terme municipal d'Ichikai limita amb els de Mooka i Mashiko al sud; amb Nasukarasuyama al nord; amb Motegi a l'est i amb Haga i Takanezawa a l'oest.

## Història
Des de temps antics fins a els primers anys de l'era Meiji, l'àrea on actualment es troba la vila d'Ichikai va formar part de l'antiga província de Shimotsuke. Amb l'entrada en vigor de la nova llei de municipis de l'1 d'abril de 1889 es funden els pobles d'Ichihana i Kokai, tots dos dins del districte de Haga. Els dos pobles es fusionaren en el poble d'Ichikai el 3 de maig de 1954. L'1 de gener de 1972 el poble va esdevindre vila. El nom d'Ichikai prové del primer kanji del poble d'Ichihana i del segon de Kokai.

## Demografia
| 1920   | 1930   | 1940   | 1950   | 1960   | 1970   | 1980   |
| ------ | ------ | ------ | ------ | ------ | ------ | ------ |
| 10.108 | 10.865 | 11.242 | 14.154 | 12.173 | 10.249 | 10.459 |
| 1990   | 2000   | 2010   | 2020   | 2030   | 2040   | 2050   |
| 11.481 | 12.441 | 12.090 | 11.268 | -      | -      | -      |

## Transport

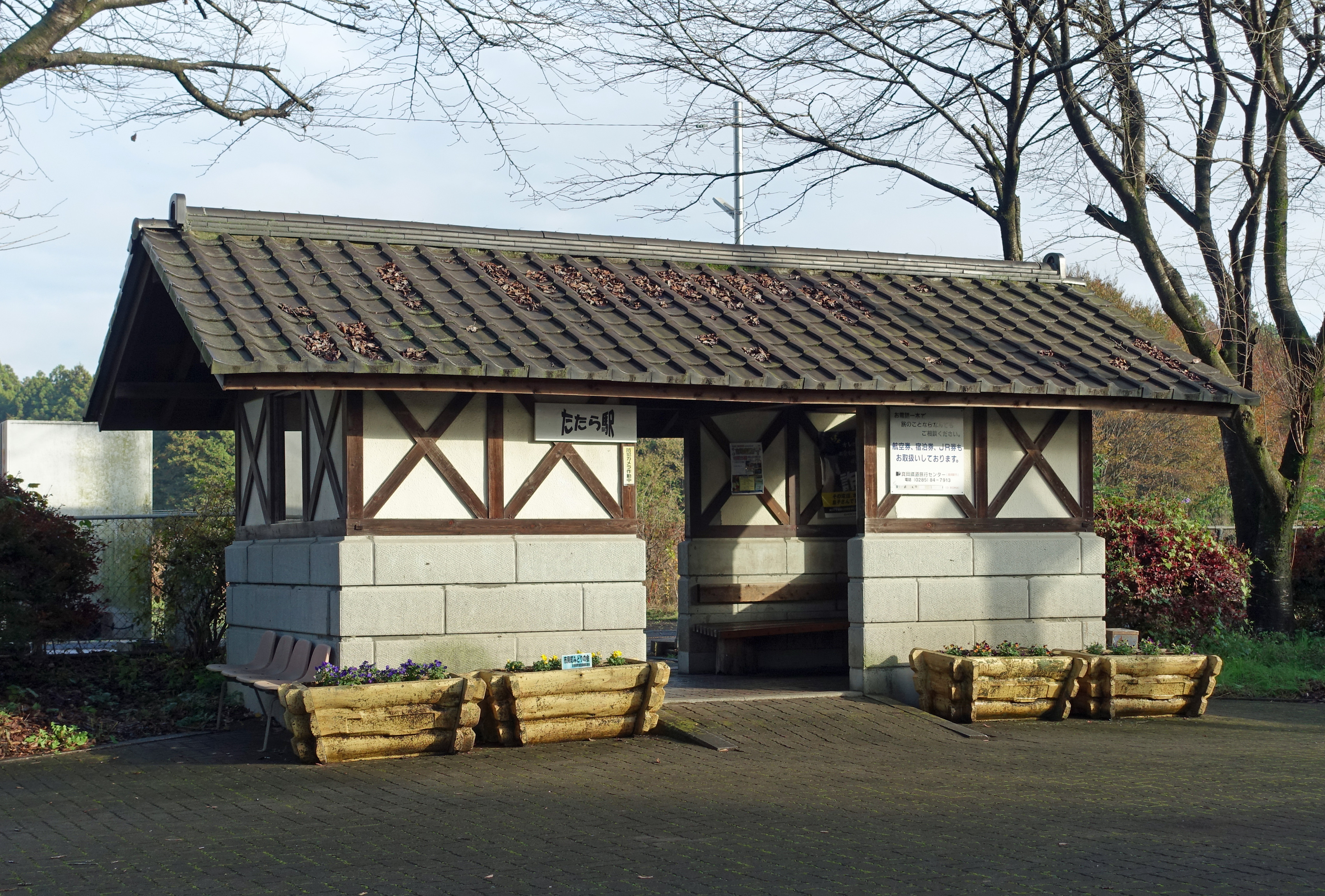
Estació de Tatara

### Ferrocarril
- Ferrocarril de Mōka
  - Tatara - Ichihana - Sasaharada

### Carretera
- Nacional 123